# 席臻贯
席臻贯（1941年—1994年10月），男，江苏苏州人，中国音乐理论家，中国音乐家协会会员，甘肃敦煌艺术剧院原院长。他破译了敦煌乐谱上的音乐符号。